# Maurice Janin

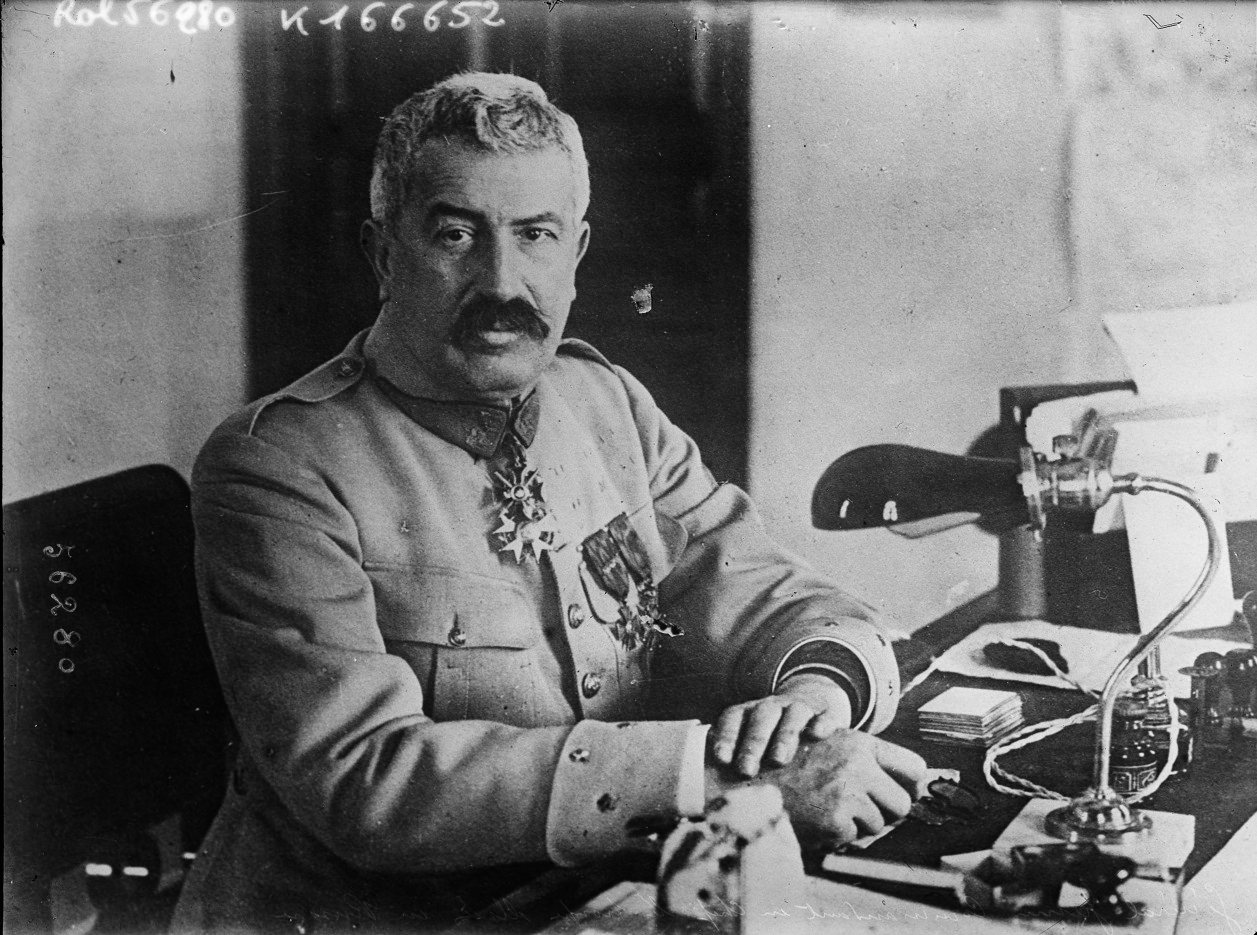
General Maurice Janin.

Maurice Janin, (19 de octubre de 1862-28 de abril de 1946) fue un general francés que estuvo a cargo de la misión militar francesa en Rusia durante la Primera Guerra Mundial y la Guerra Civil Rusa. También comandante en jefe de Legión Checoslovaca y comandante en jefe de las tropas aliadas que en Rusia intervinieron contra los bolcheviques.

## Inicio de su Carrera
Maurice Janin se formó en la Escuela Militar Especial de Saint-Cyr (École spéciale militaire de Saint-Cyr). En 1893 es agregado a la misión militar rusa que visita Francia, llegando a ser más tarde diplomado de la Academia Militar de Moscú. Participa en numerosas giras oficiales en Rusia, llegando a conseguir en 1912 el nombramiento de instructor de la Escuela Militar de San Petersburgo. Con el comienzo de la Primera Guerra Mundial, combatió al mando de una brigada en el Marne y en Yser, siendo luego destinado al Estado Mayor.

## La Misión Militar en Rusia
En 1916, Maurice Janin es nombrado jefe de la misión militar francesa en Rusia. El 24 de agosto de 1918, el mariscal Foch le nombra comandante en jefe de las fuerzas Aliadas en Rusia, y le da la misión de embarcar las tropas checas, presentes en el este del territorio ruso, en dirección a Europa. La Legión Checoslovaca en ese momento estaba compuesta de cerca de 70.000 hombres (antiguos prisioneros de guerra), checos y eslovacos, liberados por Aleksandr Kérensky después de la Revolución de Febrero poniéndose bajo mando francés por un acuerdo militar entre el Consejo Nacional Checoslovaco y el Gobierno francés. El tema de la repatriación a Europa de las fuerzas checoslovacas se convierte en junio de 1918 en factor determinante de la intervención Aliada en Siberia
Winston Churchill nombra en el mismo periodo al general de división Alfred Knox jefe de la expedición militar británica; este actúa casi sistemáticamente de manera autónoma y sin consultar con sus homólogos Aliados. Janin, que toma su puesto tardíamente, no controla de hecho más que el batallón francés y las fuerzas checoslovacas. Él, y su ayudante, el general Milan Rastislav Štefánik, son destinados al oeste del Lago Baikal; la misión militar francesa está compuesta por 205 oficiales y 900 soldados. 
El 18 de noviembre de 1918, el Directorio, nacido de una coalición de gobernadores blancos de Omsk y Samara, es liquidado por un golpe de Estado y reemplazado por una dictadura militar. Por proposición del consejo de ministros, es nombrado jefe supremo de todas las Rusias el almirante Aleksandr Kolchak. El 16 de diciembre de 1918, el general Janin llega a Omsk. En desacuerdo con Kolchak, dimite como comandante en jefe de las fuerzas Aliadas para consagrarse únicamente al ejército checoslovaco. Janin está convencido de que los ingleses instalaron a Kolchak para servir a sus intereses. En su informe del 19 de diciembre escribe, a propósito del Gobierno de Omsk: «un almirante de gran prestigio la ha reemplazado gracias a la complacencia de un inglés que le quiso tener bien sujeto el estribo. Pero, ¿será buen jinete? Todo está ahí.» Desde entonces, las relaciones entre Kolchak y Janin no cesaron de deteriorarse.

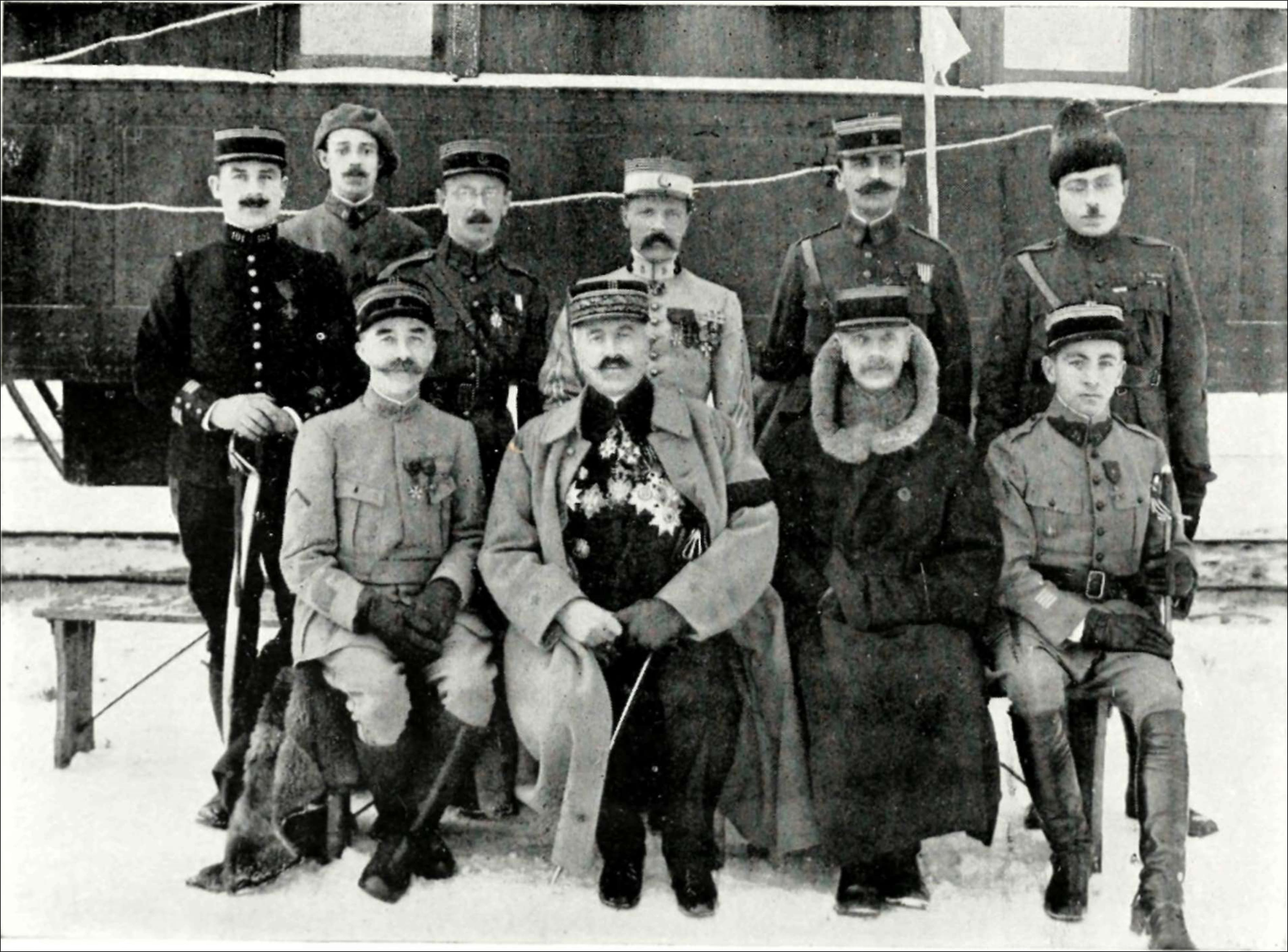
El General Janin junto a miembros de la Misión Militar Francesa en Siberia.

Al principio del invierno de 1919, las fuerzas bolcheviques contraatacaron e iniciaron su marcha hacia el Este. Los Ejércitos Blancos de Siberia, en disgregación constante, no oponen más que una débil resistencia. Los Aliados, entre ellos el general Janin, y los Blancos, así como numerosos civiles, dejan Omsk y se amontonan en convoyes en el ferrocarril Transiberiano. El 14 de noviembre de 1919, el Ejército Rojo entra en Omsk. Las relaciones entre Kolchak y los soldados checoslovacos, que detentan el manejo de los ferrocarriles y las estaciones, son cada vez peores. Pronto el tren del jefe supremo se encuentra inmovilizado en Nizhneúdinsk, luego en Glaskov y más tarde en las afueras de Irkutsk. El 6 de enero de 1920, Aleksandr Kolchak dimite de su puesto de jefe supremo en favor del general Denikin, y se pone bajo la protección Aliada.
El ejército checoslovaco desde hace muchos meses sostiene varios levantamientos del Partido Socialista Revolucionario que estremecen Siberia. El 16 de enero, 2 oficiales checos se montan en el tren de Kolchak y lo entregan a las autoridades locales de mencheviques y socialistas-revolucionarios. Los checos afirman actuar por orden de Janin. Kolchak es entregado a los bolcheviques y ejecutado el 7 de febrero. En el momento de la detención del almirante Kolchak, el general Janin, así como el conjunto de mandos Aliados, se encontraban a cientos de kilómetros más al Este. Las protestas son dirigidas a Janin, el cual afirma que no tenía medios para impedir el drama. Durante febrero, una declaración del destacamento checo presente en Irkutsk justifica la detención del almirante Kolchak: «Entregamos al Centro Político al almirante Kolchak (...). El almirante Kolchak no podía pensar en recibir ningún asilo cerca de los checoslovacos, contra los cuales cometió un crimen(...).»

## Desmovilización y retorno a Francia
Cuando la noticia de que había llegado a Irkutsk alcanzó París, el Gobierno francés lo releva del mando y le da a orden de volver a Francia. El general sale por Harbin en abril de 1920, llevándose consigo tres valiosos cofres conteniendo 311 reliquias imperiales, documentos y las últimas fotografías de la familia Imperial retenida prisionera en la Casa Ipátiev. Estas piezas le son entregadas por el general Mijaíl Dieterichs y por Pierre Gillard, testigo de los últimos instantes de Nicolás II y su familia.
A su vuelta a Francia, Maurice Janin es recibido en París por el ministro de Asuntos Extranjeros. Después de haber tomado un tiempo de descanso, es destinado a un puesto de importancia menor.